# Wełuszina
Wełuszina lub Velušina (maced. Велушина) – wieś w południowej Macedonii Północnej, w pobliżu trzeciego co do wielkości miasta tego kraju – Bitoli.
Osada wchodzi w skład gminy Bitola.